# Barbus sp. 'Pangani'
Barbus sp. 'Pangani' là một cá vây tia loài trong họ Cyprinidae là đặc hữu của Kenya dễ thương tổn